# Bulbophyllum uviflorum
Bulbophyllum uviflorum är en orkidéart som beskrevs av P.O'byrne. Bulbophyllum uviflorum ingår i släktet Bulbophyllum och familjen orkidéer.
Artens utbredningsområde är Sulawesi. Inga underarter finns listade i Catalogue of Life.